# Masseilles
Masseilles är en kommun i departementet Gironde i regionen Nouvelle-Aquitaine i sydvästra Frankrike. Kommunen ligger i kantonen Grignols som tillhör arrondissementet Langon. År 2022 hade Masseilles 137 invånare.

## Befolkningsutveckling
Antalet invånare i kommunen Masseilles
Referens:INSEE